# Clinopiroxè
El subgrup dels clinopiroxens és un grup de minerals que pertany al grup dels piroxens juntament amb el subgrup dels ortopiroxens. Els clinopiroxens engloben els piroxens que cristal·litzen en el sistema monoclínic. Poden trobar-se en elevades concentracions en algunes roques, com és el cas de la clinopiroxenita. Els minerals més freqüents d'aquest grup són l'egirina, l'augita i el diòpsid, tot i que el nombre total d'espècies que formen aquest grup és de vint-i-sis: augita, burnettita, clinoenstatita, clinoferrosilita, colomeraïta, cosmoclor, davisita, diòpsid, egirina, egirina-augita, espodumena, esseneïta, grossmanita, hedenbergita, jadeïta, jervisita, johannsenita, kanoïta, kushiroïta, namansilita, natalyïta, omfacita, petedunnita, pigeonita, ryabchikovita, tissintita.

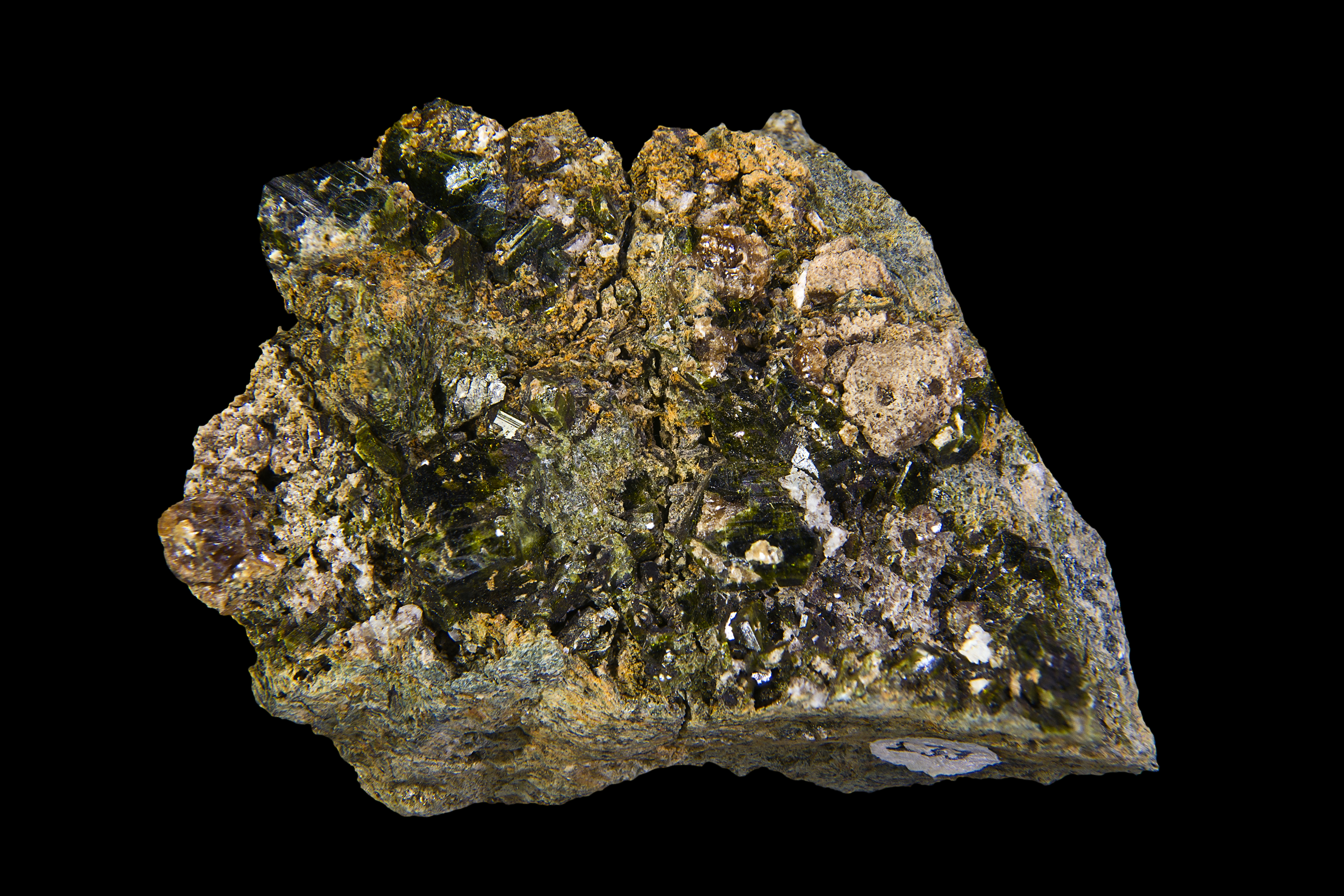
Fassaïta, una varietat d'augita pobre en ferro

| Espècie          | Fórmula                       |
| ---------------- | ----------------------------- |
| Augita           | (CaxMgyFez)(Mgy1Fez1)Si₂O₆    |
| Burnettita       | CaVAlSiO₆                     |
| Clinoenstatita   | MgSiO₃                        |
| Clinoferrosilita | Fe2+SiO₃                      |
| Colomeraïta      | NaTi3+Si₂O₆                   |
| Cosmoclor        | NaCrSi₂O₆                     |
| Davisita         | CaScAlSiO₆                    |
| Diòpsid          | CaMgi₂O₆                      |
| Egirina          | NaFe+3Si₂O₆                   |
| Egirina-augita   | (Na,Ca)(Fe3+,Fe2+,Mg,Al)Si₂O₆ |
| Espodumena       | LiAlSi₂O₆                     |
| Esseneïta        | CaFe3+[AlSiO₆]                |
| Grossmanita      | CaTi3+[AlSiO6₆]               |

| Espècie       | Fórmula                    |
| ------------- | -------------------------- |
| Hedenbergita  | CaFe2+Si₂O₆                |
| Jadeïta       | Na(Al,Fe3+)Si₂O₆           |
| Jervisita     | NaSc3+Si₂O₆                |
| Johannsenita  | CaMn2+Si₂O                 |
| Kanoïta       | Mn2+(Mg,Mn2+)Si₂O₆         |
| Kushiroïta    | CaAl[AlSiO₆]               |
| Namansilita   | NaMn3+Si₂O₆                |
| Natalyïta     | NaV3+Si₂O₆                 |
| Omfacita      | (Ca,Na)(Mg,Fe2+,Al)Si₂O₆   |
| Petedunnita   | Ca(Zn,Mn2+,Mg,Fe2+)Si₂O₆   |
| Pigeonita     | (CaxMgyFez)(Mgy1Fez1)Si₂O₆ |
| Ryabchikovita | CuMgSi₂O₆                  |
| Tissintita    | (Ca,Na,◻)AlSi₂O₆           |